# Vâlcele (Covasna)
Vâlcele alte Schreibweise Vîlcele [vɨlˈt͡ʃele] (veraltet Vălcele oder Elepatac; ungarisch Előpatak) ist eine Gemeinde im Kreis Covasna in der Region Siebenbürgen in Rumänien. Gemeindesitz ist der Ort Araci (deutsch Arendorf, ungarisch Árapatak).

## Geographische Lage

Lage der Gemeinde Vâlcele im Kreis Covasna

Die Gemeinde Vâlcele liegt östlich des Siebenbürgischen Beckens (Podișul Transilvaniei) in den Südausläufern der Baraolter Berge im Südwesten der historischen Region Szeklerland. Im Westen des Kreises Covasna befindet sich der Ort Vâlcele und auch das Gemeindezentrum Araci am Vâlcele – ein rechter Nebenfluss des Olt (Alt) –, am Drum național 13E elf, bzw. 20 Kilometer südwestlich von der Kreishauptstadt Sfântu Gheorghe (Sankt Georgen) entfernt.

## Geschichte
Der einst berühmte Kurort Vâlcele mit zahlreichen Mineralwasserquellen wurde erstmals 1770 urkundlich erwähnt; hat heute aber nur noch eine lokale Bedeutung. Einer der ersten ungarischen Adligen, die sich in Vâlcele ansiedelten, war Nemes János, gefolgt von mehreren anderen ungarischen Adligen. Auch der serbische Fürst Miloš Obrenović soll den Kurort besichtigt und den Bau einer orthodoxen Kirche angeregt haben.
Besiedlungen auf dem Gebiet des Ortes Araci, auf dem Areal von den Einheimischen genannten Coasta Ciulac (ungarisch Csulakkaréj) und auch bei Păduros (Fásbércoldal oder Fásbérc), wurden nach Angaben von Hermann Schroller und Márton Roska in die Jungsteinzeit datiert. Zahlreiche archäologische Funde deuten in unterschiedliche Zeitalter und befinden sich im Museum der Kreishauptstadt Sfântu Gheorghe.
Ebenfalls wurden zahlreiche Funde auf dem Gebiet des Eingemeindeten Dorfes Ariușd (veraltet Ariuși; ungarisch Erősd), auf dem 885 m hohen Berg genannt Dealul Tyiszk auf einer Fläche von etwa 5400 m², erstmals nach Angaben von Balázs Orbán 1869 der Jungsteinzeit zugeordnet. Bei den von den Einheimischen Csókás und Füzestér genannten Areale deuten Funde in die Frühgeschichte, bei Veter (ungarisch Alsóveceralja) und dem Graben Tyiszkárka in die Römerzeit.
Zur Zeit des Königreichs Ungarn gehörte Cernat dem Stuhlbezirk Miklósvár in der Gespanschaft Háromszék (rumänisch Comitatul Trei-Scaune), anschließend dem historischen Kreis Trei-Scaune (deutsch Drei Stühle) und ab 1950 dem heutigen Kreis Covasna an.
In den Jahren 1865 bis 1874 wurde der Kurort Vâlcele von durchschnittlich etwa 1477 Patienten pro Saison in Anspruch genommen, von 1930 bis 1938 stieg die Patientenzahl auf etwa 2500 Personen  pro Saison. Zahlreiche rumänische Persönlichkeiten nahmen die Behandlungen im Kurort in Anspruch.
In Vâlcele befindet sich das einzige Krankenhaus Rumäniens für Muskelpathologie.

## Bevölkerung
Die Bevölkerung der Gemeinde Vâlcele entwickelte sich wie folgt:
| 1850 | 1.966 | 1.172 | 671   | -  | 123   |
| 1920 | 2.664 | 1.553 | 1.089 | 11 | 11    |
| 1941 | 3.033 | 1.671 | 1.321 | 13 | 28    |
| 1977 | 3.050 | 1.760 | 1.041 | 4  | 245   |
| 2002 | 3.698 | 1.357 | 552   | 8  | 1.781 |
| 2011 | 4.475 | 1.662 | 430   | 4  | 2.379 |
| 2021 | 5.559 | 1.756 | 281   | 2  | 3.520 |

Seit 1850 wurde auf dem Gebiet der Gemeinde Vâlcele die höchste Einwohnerzahl und die Roma (3.271) 2021 ermittelt. Die höchste Anzahl der Rumänen (2.011) wurde 1992, der Magyaren und die der Rumäniendeutschen wurde 1941 registriert.
Zahlreiche Roma leben in den eingemeindeten Dörfern Araci und in Hetea. Im zweiteren lebten fast 80 Romafamilien mit über 200 Kinder in erbärmlichen Zuständen.

## Sehenswürdigkeiten
- Auf dem Gemeindegebiet befindet sich das knapp 900 Hektar große Naturschutzgebiet Dealul Ciocaș - Dealul Vițelului.[9]
- Auf dem Areal des Eingemeindeten Dorfes Ariușd auf dem Berg Csókás stehen Reste einer mittelalterlichen Burg unter Denkmalschutz.[10]
- In Ariușd die reformierte Kirche etwa um 1770 errichtet, stehen unter Denkmalschutz.[10]
- Im eingemeindeten Dorf Araci die reformierte Kirche,[11] im 14. Jahrhundert errichtet, 1659 bis 1665 erneuert und der Glockenturm 1894 errichtet, stehen unter Denkmalschutz.[10]
- Im eingemeindeten Dorf Araci das Landhaus der ungarischen Adelsfamilie Domokos 1880 errichtet, steht unter Denkmalschutz.[10]
- In Vâlcele die orthodoxe Kirche Sf. Teodor Stratilat[12] 1843 und das Pfarrhaus im 19. Jahrhundert errichtet, stehen unter Denkmalschutz.[10]
- Im Ort Vâlcele drei Holzhäuser, eins davon 1886, die anderen beiden im 19. Jahrhundert errichtet und das Haus Nr. 181 1910 errichtet, stehen unter Denkmalschutz.[10]

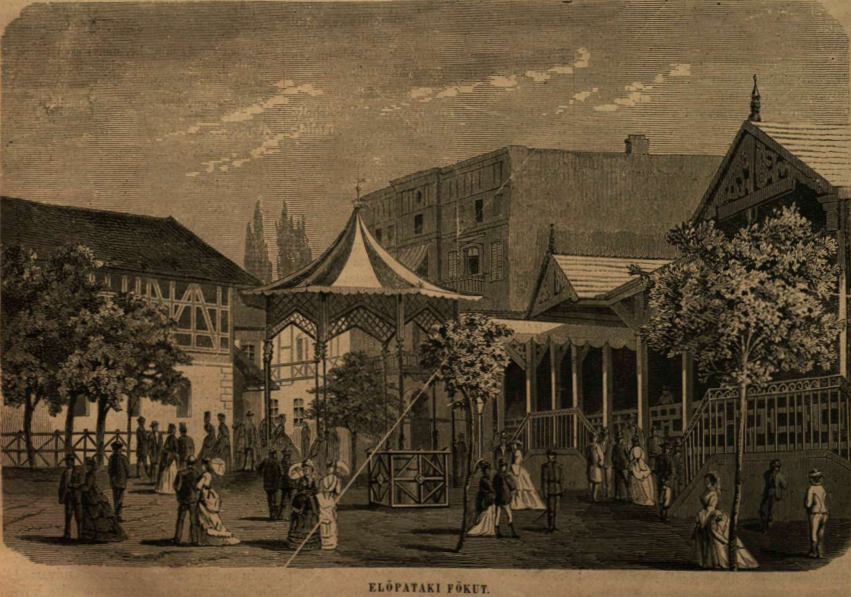
Der Kurort Vâlcele um 1875
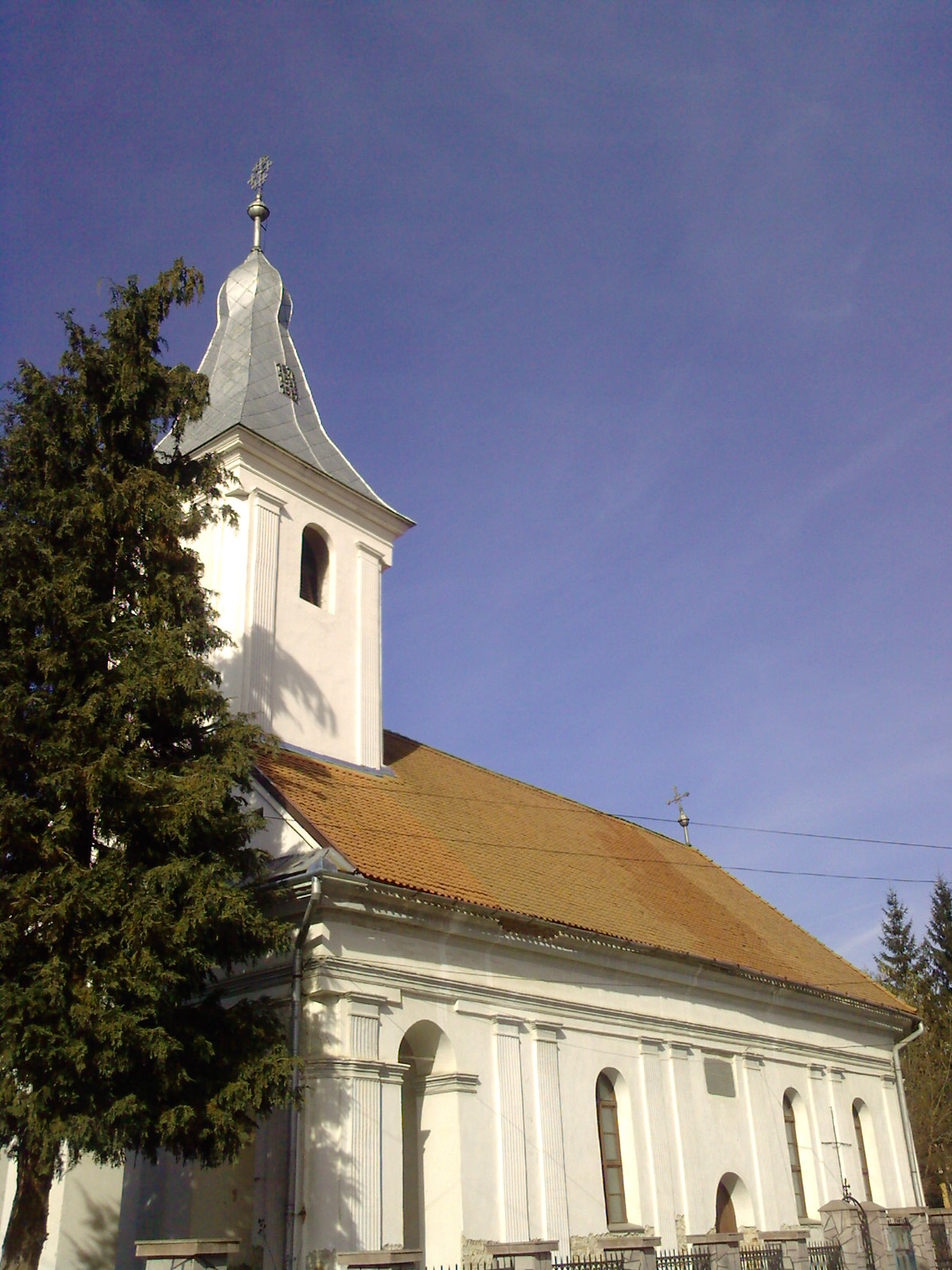
Orthodoxe Kirche in Vâlcele
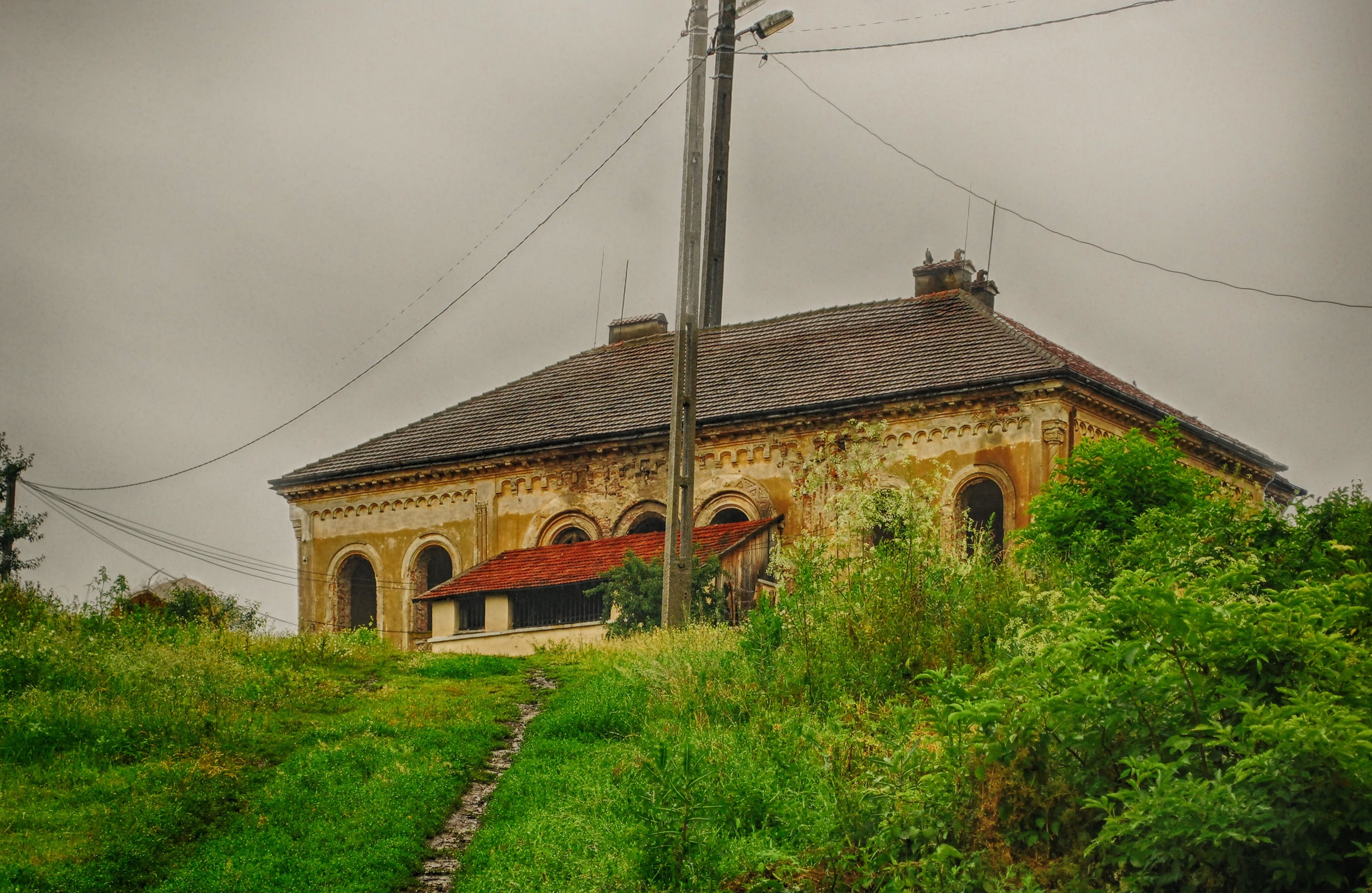
Landhaus Domokos
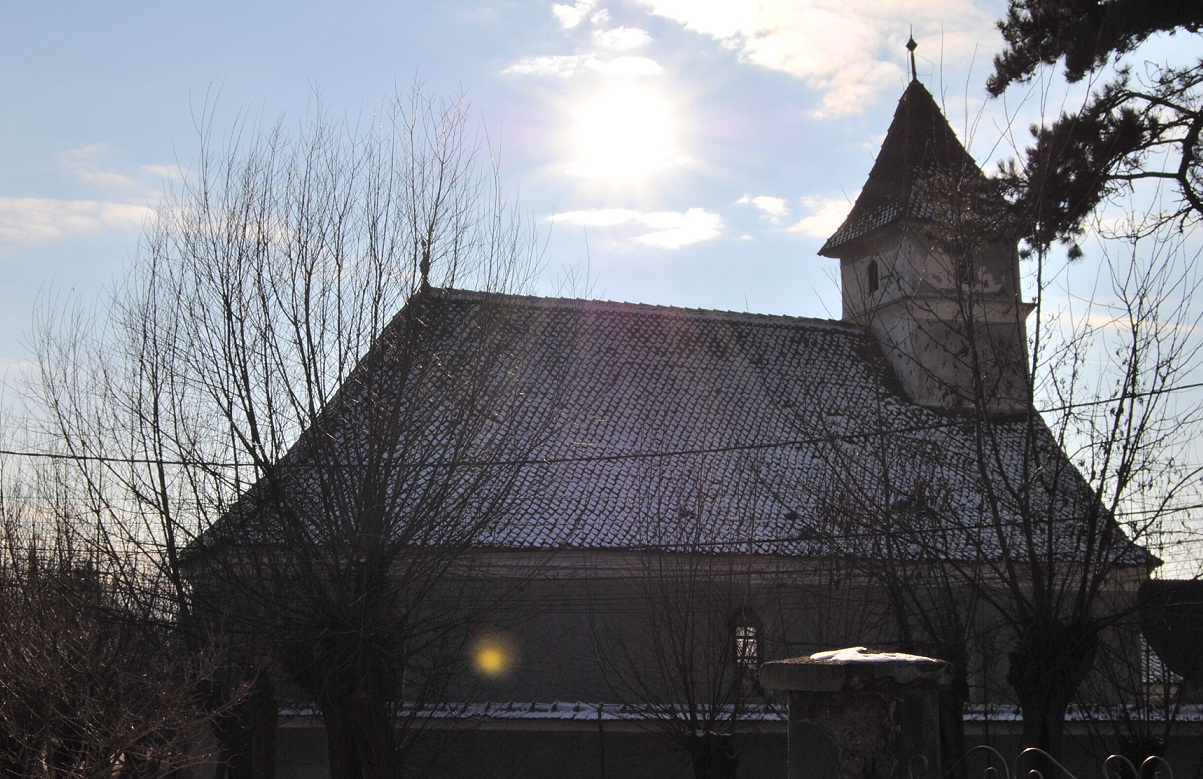
Reformierte Kirche in Ariușd
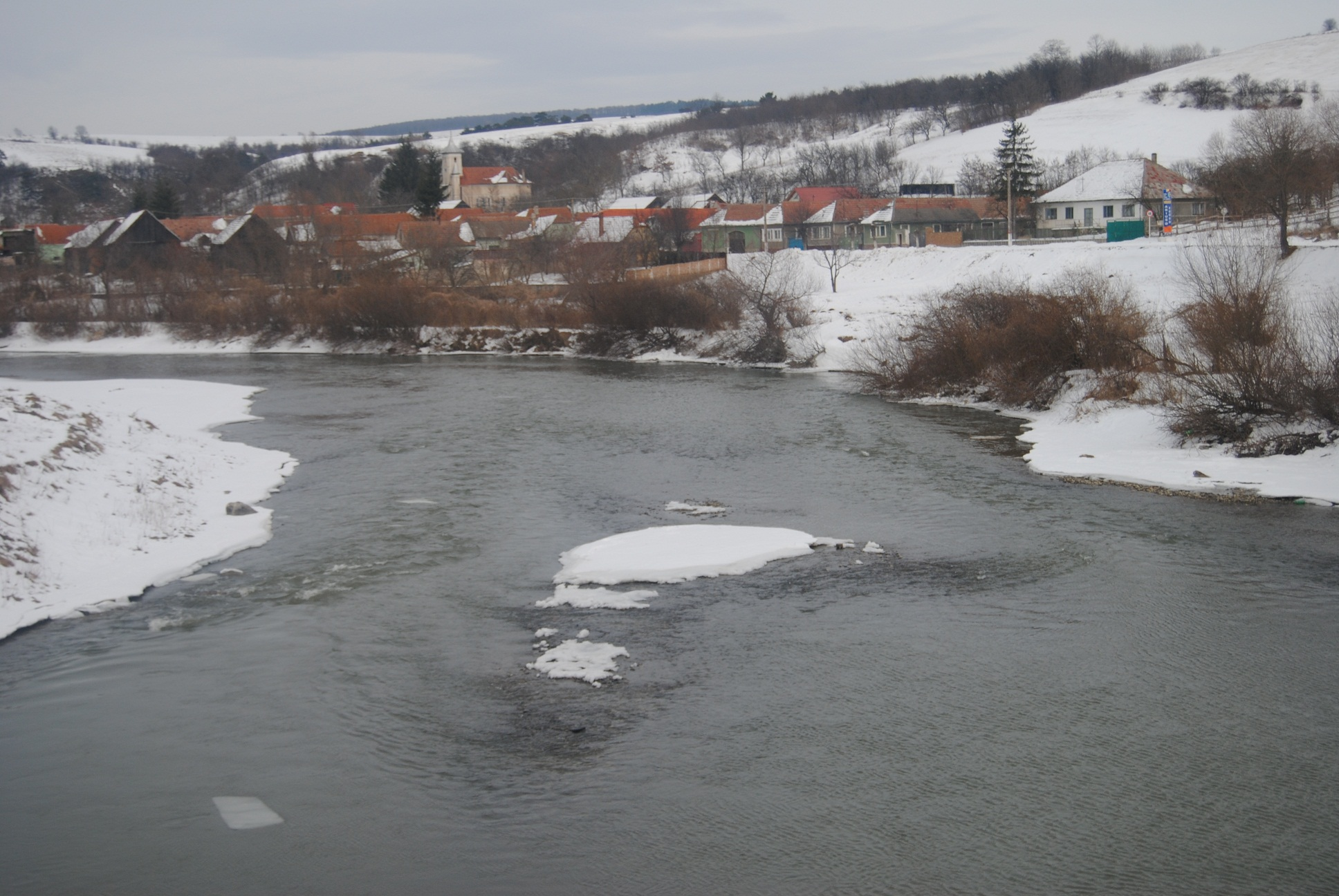
Der Olt (Alt) bei Ariușd